# Блудова, Антонина Дмитриевна
Графиня Антонина Дмитриевна Блудова (25 апреля 1813, Стокгольм — 9 апреля 1891, Москва) — русская благотворительница и мемуаристка. С 1863 года — камер-фрейлина и близкая подруга императрицы Марии Александровны.

## Биография
Отец — граф Дмитрий Николаевич Блудов (1785—1864), крупный государственный сановник, дипломат, а в молодости литератор, друг Н. М. Карамзина, В. А. Жуковского и К. Н. Батюшкова. Его старшая дочь Антонина родилась 25 апреля 1813 года в Стокгольме, где её отец состоял поверенным при шведском дворе. Пробыв в Стокгольме только около одного года, Д. Н. Блудов вернулся в Петербург, где примкнул к кругу самых избранных литераторов и был одним из учредителей литературного общества «Арзамас». Все четверо детей росли в достаточной семье, получая отличное домашнее образование.
Рано начала пробовать свои силы на писательском поприще, но печатать свои статьи стала только с 1860-х годов. В Санкт-Петербурге ею был открыт салон.
В 1864 году, после смерти отца, стала заниматься благотворительностью. «Её благотворительность и гражданская позиция снискали искреннее уважение таких светлых умов своего времени, как Фёдор Тютчев и вожди славянофилов — Михаил Раевский, Алексей Хомяков, Иван Аксаков и Юрий Самарин; к мнению А. Д. Блудовой прислушивались историки, педагоги и духовные лица. Вся жизнь Антонины Дмитриевны — сплошное служение благородным стремлениям честных людей жить с пользой для страны, любить труд и спасительное слово утешения». Выступала в защиту православных в Османской империиref.
В 1865 году в городе Острог на Волыни она основала православное братство во имя святых Кирилла и Мефодия; 8 октября 1867 года была освящена церковь. В том же году братство открыло начальную школу и приготовительное женское училище, а в 1866 году был открыт первый класс женского высшего училища имени гр. Д. Н. Блудова. Кроме того, при братстве существовал пансион для крестьянских мальчиков, учащихся в острожской прогимназии, лечебница и подворье для паломников путешествующих в Почаевскую лавру.
Оставила воспоминания о литературной и общественной жизни своего времени (была знакома с А. С. Пушкиным, Н. В. Гоголем, Н. М. Карамзиным, В. А. Жуковским, М. Ю. Лермонтовым, К. С. Аксаковым, С. С. Уваровым и другими). Записки публиковались в журналах «Заря» (1871, 1872 года) и «Русский архив» (1872—1875 года), а затем были изданы отдельно в 1889 году.
Скончалась в Москве 9 (21) апреля 1891 года. Могила в Новодевичьем монастыре уничтожена в 1930-е годы.